# Compagnia di San Bonaventura dei Carcerati

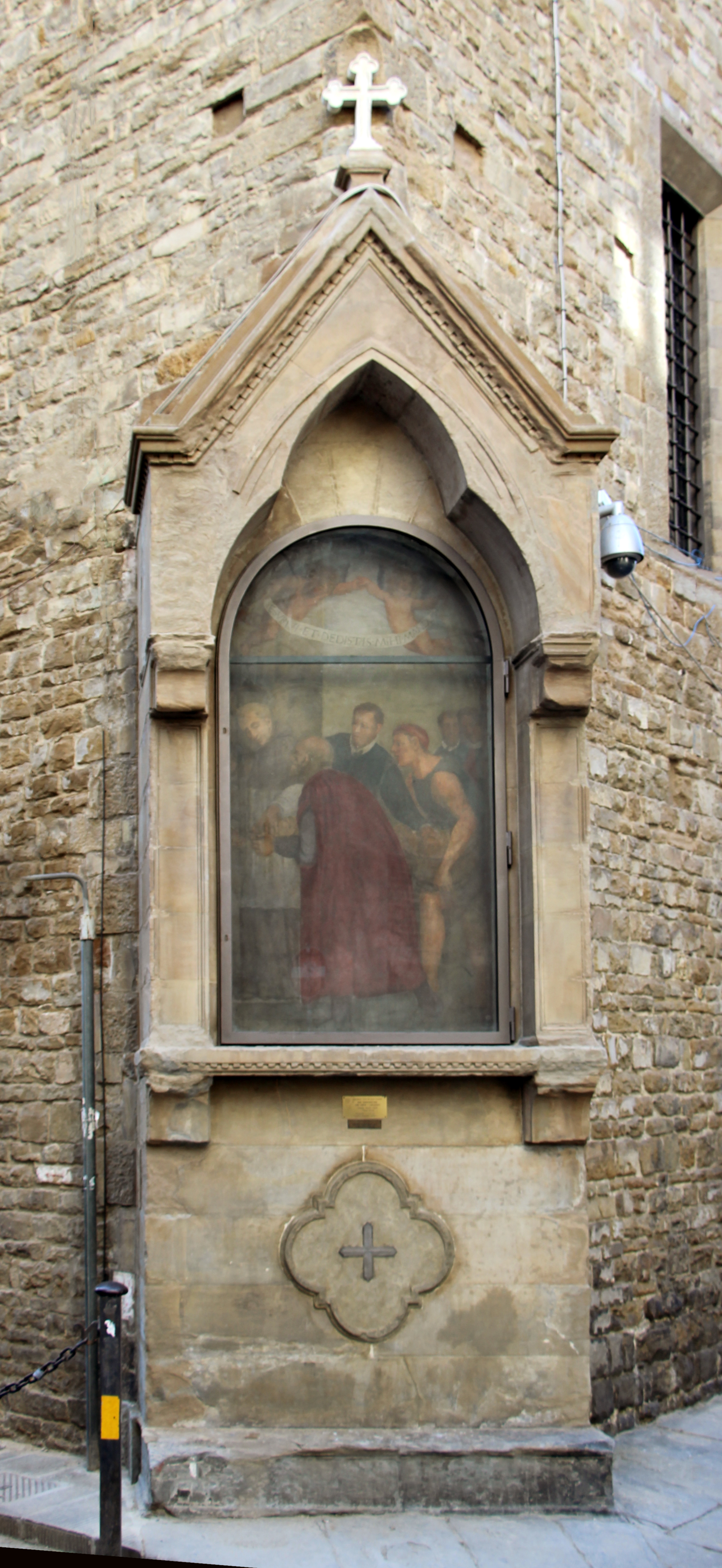
Il tabernacolo del Bargello

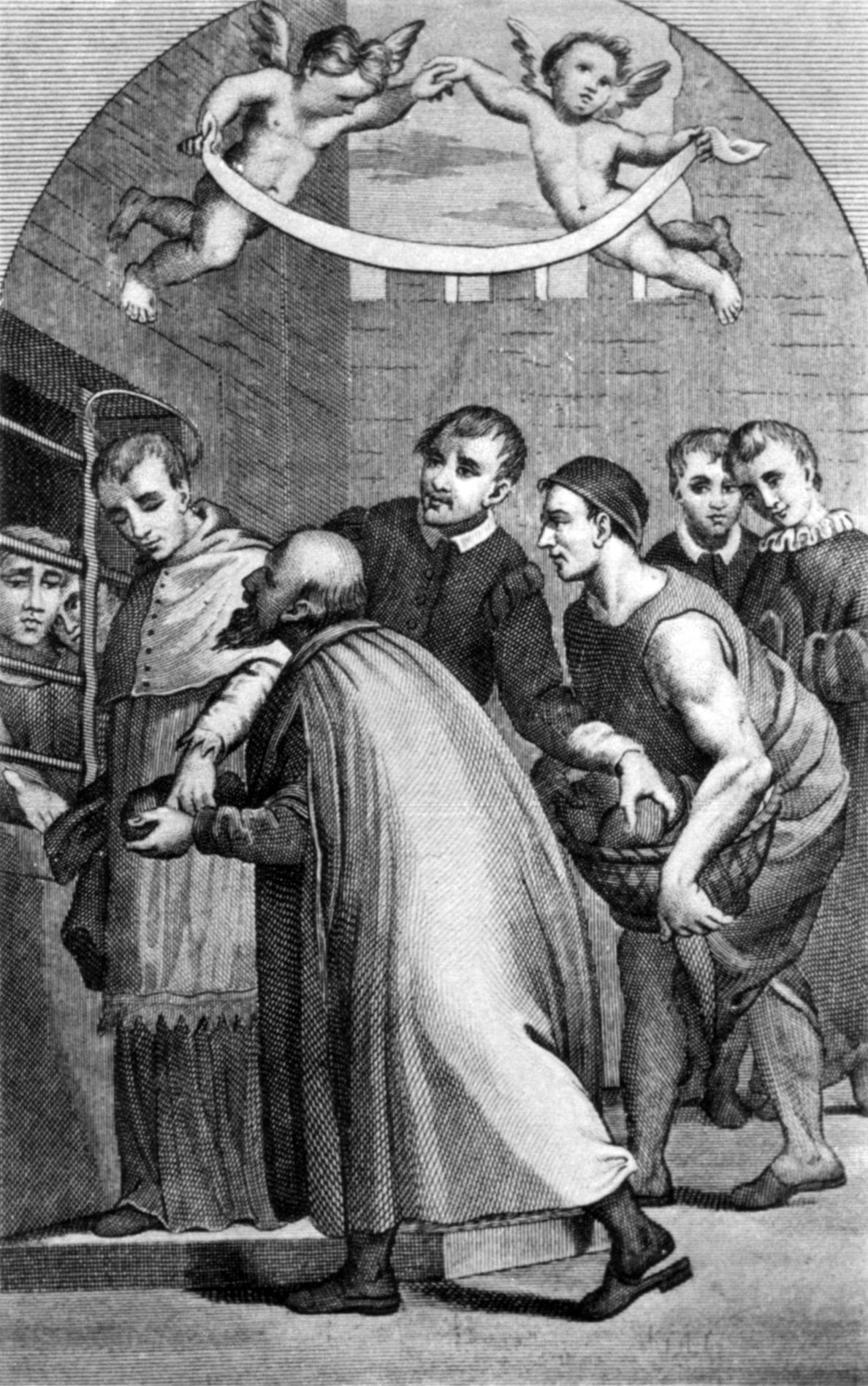
Incisione dell'affresco del tabernacolo del Bargello, con San Bonaventura che aiuta i carcerati

La Compagnia di San Bonaventura dei Carcerati era un'antica confraternita di Firenze.

## Storia
Venne fondata nel marzo del 1581 per alleviare le sofferenze dei carcerati e, quando possibile, riscattare la libertà di quelli imprigionati per reati lievi. All'epoca infatti il sostentamento dei carcerati (a Firenze per lo più tenuti nel palazzo del Bargello e al Carcere delle Stinche) era un fatto privati dei reclusi, non venivano sovvenzionati dall'autorità pubblica, ma dalle proprie famiglie o, se poveri, dalle elemosine. Inoltre, per i condannati a morte, la Compagnia sovvenzionava messe di suffragio. Aiutavano inoltre le famiglie private dei capifamiglia incarcerati.
Originariamente la compagnia aveva il numero simbolico di trentatré confratelli (come gli anni di Cristo) e un padre spirituale, scelto tra i frati francescani di Santa Croce, deva avevano la sede, nei sotterranei. In seguito il numero venne aumentato a settantadue, e spesso i suoi membri erano nobili, tanto che ottenne anche il riconoscimento di arciconfraternita. Una componente importante della Compagnia era il gruppo dei "cercatori" che, divisi secondo i vari quartieri, avevano il compito di raccogliere fondi per la loro opera. Le liberazioni dei carcerati riscattati per debiti avveniva solitamente il giorno di Pasqua, con una cerimonia sobria ma solenne. 
Il giorno di san Bonaventura (15 luglio) le porte del palazzo del Bargello venivano aperte alle confraternite, alle compagnie di Carità e ai semplici cittadini che volevano donare cibo, vestiario ed elemosine ai detenuti.
Come moltissime altre confraternite toscane, fu soppressa da Pietro Leopoldo il 21 marzo del 1785.

## Stemma e simboli
Lo stemma della Compagnia presenta una croce greca nera in campo argento. La si vede nel tabernacolo del Bargello, da essi fatto erigere nel 1591, che conteneva l'immagine di San Bonaventura che visita i carcerati affrescata da Fabrizio Boschi e una cassetta per le elemosine. Essi avevano un altro tabernacolo sulla cantonata del carcere delle Stinche tra via Ghibellina e via Giuseppe Verdi, andato però distrutto. 
Tutti gli arredi e i possedimenti della Compagnia erano invece siglati ASBV ("Arciconfraternita Sancti BonaVenturae").

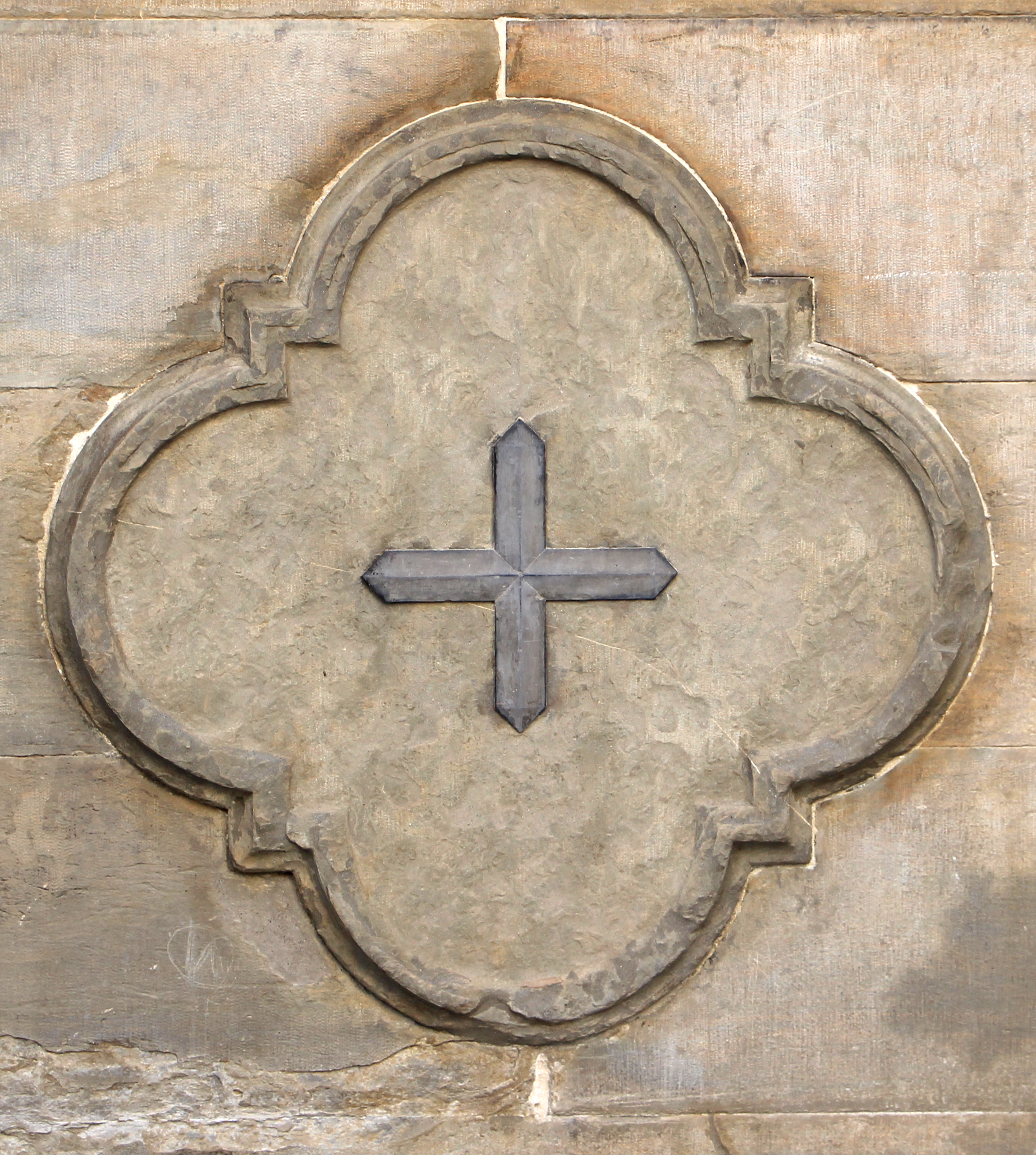
Stemma della confraternita